# キリル・ゲルシュタイン
キリル・ゲルシュタイン（英語: Kirill Gerstein；ロシア語: Кирилл Леонидович Герштейн、1979年10月23日 - ）は、ロシア・ヴォロネジ生まれのピアニスト。

## 経歴
1979年、ソビエト連邦・ヴォロネジに生まれた。当初はクラシックのピアニストを目指して学び、12歳の時に初めて出場したコンクール（the International Bach Competition in Gorzów, Poland）で優勝。その後、父親の影響でジャズに興味を持ち、1993年バークリー音楽大学のサマースクールに招聘された。その後14歳にして正規の学生となり、大学設立以来の最年少の大学生となった。
その後再びクラシック音楽に戻り、マンハッタン音楽学校でソロモン・ミコウスキーに師事。20歳で音楽学の学士と修士号を得た。さらにマドリードのソフィア王妃音楽大学でドミトリー・バシキーロフ、クラウディオ・マルティネス・メーナーに師事。2003年と2004年には、コモ湖国際ピアノアカデミーに参加した。
2003年にアメリカの市民権を取得。教育者としては、シュトゥットガルト音楽演劇大学の教授も務め、後進の指導にあたっている。

## 受賞
- 1993年：ポーランドのクラクフで開催された第1回バッハコンクールで優勝。
- 2001年：テルアビブで開催されたルービンシュタイン国際ピアノコンクールで優勝
- 2010年：ギルモア・アーティスト賞受賞

## 演奏活動
2000年にデイヴィッド・ジンマン指揮、チューリッヒ・トーンハレ管弦楽団と競演でオーケストラデビューを果たし、シャルル・デュトワ指揮のロイヤルフィルハーモニー管弦楽団との競演、BBCプロムスコンサートなどを行っている。
2009年12月には、シャルル・デュトワ指揮のもとNHK交響楽団とショスタコーヴィチのピアノ協奏曲第2番を演奏している。

## ディスコグラフィー
- 『 J.S. バッハ／ベートーヴェン／スクリャービン／ワイルド：ピアノ作品集』（2008年：輸入版）